# Robert Schwentke
Robert Schwentke (Stuttgart, 15 februari 1968) is een Duits filmregisseur.
Schwentke is in 1992 afgestudeerd aan de film school Columbia College Hollywood in Los Angeles. Hij is voornamelijk bekend als filmregisseur van Amerikaanse films. Hij regisseerde en schreef het scenario van de korte Amerikaans film Heaven! uit 1993. De films die Schwentke regisseerde en ook het scenario schreef waren de Duitse films Tattoo, Eierdiebe en Der Hauptmann. Naamsbekendheid kreeg hij vooral in 2005 met de film Flightplan, een thriller met Jodie Foster. In 2010 regisseerde Schwentke de actiefilm RED met de acteurs Bruce Willis en Morgan Freeman. In 2015 regisseerde hij de sciencefictionfilm The Divergent Series: Insurgent, het vervolg op Divergent waarin Shailene Woodley en Theo James de hoofdrollen spelen.

## Filmografie
- 2002: Tattoo
- 2003: Eierdiebe
- 2005: Flightplan
- 2009: The Time Traveler's Wife
- 2010: RED
- 2013: R.I.P.D.
- 2015: The Divergent Series: Insurgent
- 2016: The Divergent Series: Allegiant
- 2017: Der Hauptmann
- 2021: Snake Eyes: G.I. Joe Origins